# Manglaur
Manglaur (o 'Manglour) è una suddivisione dell'India, classificata come municipal board, di 42.782 abitanti, situata nel distretto di Haridwar, nello stato federato dell'Uttarakhand. In base al numero di abitanti la città rientra nella classe III (da 20.000 a 49.999 persone).

## Geografia fisica
La città è situata a 29° 48' 01 N e 77° 51' 56 E.

## Società

### Evoluzione demografica
Al censimento del 2001 la popolazione di Manglaur assommava a 42.782 persone, delle quali 22.600 maschi e 20.182 femmine. I bambini di età inferiore o uguale ai sei anni assommavano a 8.189, dei quali 4.186 maschi e 4.003 femmine. Infine, coloro che erano in grado di saper almeno leggere e scrivere erano 15.645, dei quali 9.674 maschi e 5.971 femmine.